# Gate.io
Gate.io — глобальна криптовалютна біржа і блокчейн-платформа, створена в 2013 році. Вона увійшла в топ-10 за обсягом торгів у світі за даними Reuters.

## Історія

### 2013
Gate.io була заснована доктором Лін Ханом у квітні 2013 року. У зв'язку з обмеженням на криптовалюту, введеним регуляторами Китаю починаючи з вересня 2017 року, компанія Gate.io вивела свою діяльність за межі країни, поступово обслуговуючи світовий ринок.

### 2019-2021
Платформа прямих трансляцій Gate.io Live була запущена 14 жовтня 2019 року. Вона дозволила Gate.io взаємодіяти зі своїми користувачами в режимі реального часу. Користувачі можуть коментувати, надсилати запити та брати участь у заходах, що проводяться в прямих трансляціях Gate.io Live. Функція розділеного екрану також дозволяє користувачам торгувати під час перегляду сесій.
У 2019 році компанія запустила фонд Gate SAFU, який виступає системою соціального захисту і страхового фонду для активів користувачів.
У 2020 році компанія Gate.io випустила Proof of Reserves або підтвердження резервів - технічний доказ, який дає змогу користувачам перевіряти їхній власний капітал, включно із загальною сумою активів на платформі. Це поєднання математичного алгоритму та фінансового аудиту, побудованого на захищеному від злому алгоритмі.
Gate.io пройшла тест Trusted Volume від Coin Metrics у липні 2020 року, відповідно до якого аспекти тестового діапазону включають кореляцію обсягів, аналітику веб-трафіку та якісні характеристики.
Gate.io залучив Hacken у 2020 році, щоб відповідати вимогам для отримання сертифікату Crypto Exchange Ranks (CER) шляхом посилення механізмів безпеки та практик компанії, включаючи програму винагороди за виправлення помилок та аудит тестів на проникнення.
Згодом, у серпні 2020 року, Gate.io також отримала найвищу позицію за показником кібербезпеки від CER.live, платформи рейтингу та сертифікації кібербезпеки, яка перевіряє баланси та зобов'язання криптовалютних бірж по всьому світу.
Венчурний підрозділ Gate.io, Gate Ventures, також був створений у вересні 2021 року. Gate Ventures фокусується на інвестиціях на ранніх стадіях децентралізованої інфраструктури, екосистеми та додатків, а також надає фінансування, операційні ресурси та галузеву експертизу. На початкових етапах своєї діяльності Gate Ventures запустив фонд у розмірі 100 мільйонів доларів для підтримки проєктів у галузі.
Пізніше, в листопаді 2022 року, Gate Ventures запустив ще один фонд на суму $200 млн для підтримки альтернативних протоколів першого і другого рівнів.
У січні 2021 року Gate.io запустила свій стартап-акселератор Gate Labs з метою підтримки підприємців галузевою підтримкою, найкращими практиками та ресурсами.

### 2022-2023
У 2022 році Gate.io запустила Gate Learn — платформу для навчання у сфері криптовалютних інвестицій.
У жовтні 2022 року Gate.io та місто Пусан розпочали створення та управління біржею цифрових активів у Пусан.
У грудні 2022 року Gate.io також пообіцяла виділити $100 млн через фонд Gate SAFU, спрямований на підтримку криптоіндустрії.
У березні 2023 року Gate Group у партнерстві з Visa випустила криптовалютну картку, доступну для окремих країн Європейської економічної зони.
У 2023 році Gate.io уклав партнерство з Coinfirm, платформою для управління ризиками відмивання грошей та фінансування тероризму в режимі реального часу для цифрових активів та криптовалют.
Gate.io знову залучив Hacken у серпні 2023 року, цього разу з метою аудиту смарт-контрактів у Gate Web3 та його ширшій децентралізованій екосистемі. Завдяки цьому розширеному партнерству безпека системи та активів Gate.io стала ще більш надійною завдяки аудиту смарт-контрактів третьою стороною та підготовленим звітам, які посилюють виявлення та усунення вразливостей, що проводяться Hacken.

## Правовий статус
Gate.io — це всесвітньо визнана криптовалютна біржа та провайдер послуг з віртуальних активів, яка є однією з бірж, що входять до складу Gate Group. Gate Group обмежує свої послуги певними географічними регіонами та успішно отримала наступні ліцензії та дозволи, щоб пропонувати широкий спектр послуг, адаптованих до різних ринків.

### Європа
У Європі Gate Group отримала ліцензії та реєстрації в різних країнах. Це включає ліцензію на віртуальні фінансові активи (VFA) класу 4 для здійснення обміну віртуальними активами та надання послуг зберігача на Мальті, реєстрацію як постачальника послуг з віртуальних активів (VASP) в Литві та Італії, а також реєстрацію благодійної діяльності в Гібралтарі.
У вересні 2022 року Gate.io отримала ліцензію на надання криптовалютних послуг у Литві.

### Близький Схід
Розширюючи свою присутність на Близькому Сході, Gate Group отримала ліцензію від Dubai Multi Commodities Centre (DMCC) на здійснення власної торгівлі криптовалютними "товарами" в Об'єднаних Арабських Еміратах (ОАЕ). Окрім того, у листопаді 2022 року Gate Group запустила Gate Turkey для обслуговування турецького ринку та задоволення потреб криптотрейдерів у країні.[35]

### Азія
У Гонконзі компанія Hippo Financial Services Limited з Gate Group придбала 2022 року ліцензію постачальника послуг Trust & Company Service Provider (TCSP). Також Gate.HK було офіційно запущено у травні 2023 року.

## Продукти
Gate.io — це централізована криптовалютна біржа з різноманітними продуктами та послугами щодо цифрових активів, включаючи спотову та маржинальну торгівлю, безстрокові ф'ючерси, опціони та NFT. Станом на травень 2023 року, за даними Bloomberg, загальні біржові активи Gate.io становили $1.88 млрд.

### Торгівля
Gate.io пропонує спотову торгівлю, маржинальну торгівлю, push-платежі та функцію конвертації між різними криптовалютами, а також безстрокові ф'ючерси та ф'ючерси з поставкою, опціони та CBBC. Користувачі, які є новачками на ринку криптовалют, також можуть використовувати функцію копіювання для автоматичного копіювання торгових стратегій досвідчених трейдерів.

### Продукти та послуги
Окрім фінансових послуг, Gate.io пропонує децентралізовану екосистему для зберігання, випуску та торгівлі цифровими активами GateChain, а також Gate Ventures, Gate Grants, Gate Labs, Gate NFT, Wallet S2, платформу MiniApp та GameFi Center. У серпні 2019 року Gate.io запустила власний торговий токен GateToken (GT) у власній мережі GateChain. У зв'язку з цим 14 вересня 2020 року було також випущено Білу книгу для її блокчейн-протоколу HipoSwap. Трохи пізніше, у 2021 році, мережа GateChain оголосила, що офіційно підтримує віртуальну машину Ethereum (EVM).

### GateToken (GT)
GateToken (GT), нативний токен для публічного блокчейну GateChain, був запущений у серпні 2019 року. Його можна використовувати для оплати газових комісій за транзакції, які відбуваються в мережі.

### Екосистема Web3
В рамках екосистеми Web3 Gate.io має спотовий ринок DEX, мультимережевий маршрутизатор для обміну токенів, стейкінг і агрегатор для заробітку, NFT-маркетплейс і Gate Wallet. Gate Wallet - це мультимережевий агрегатор і некастодіальний децентралізований гаманець, що дозволяє користувачам управляти активами в різних блокчейна.
У листопаді 2022 року Gate.io запустила своє криптовалютне платіжне рішення Gate Pay. Gate Pay дозволяє користувачам безпечно здійснювати покупки за допомогою криптовалют, що сприяє популяризації криптовалют та Веб 3.0 серед широкої громадськості.